# Ptilobaptus cinctus
Ptilobaptus cinctus är en stekelart som beskrevs av Henry Keith Townes, Jr. 1971. Ptilobaptus cinctus ingår i släktet Ptilobaptus och familjen brokparasitsteklar. Inga underarter finns listade i Catalogue of Life.